# 瓦倫 (巴塞爾鄉村州)

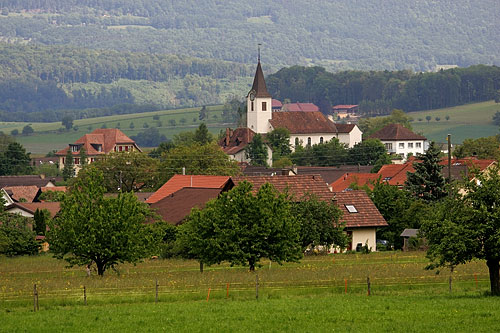

瓦倫是瑞士的城鎮，位於該國北部，由巴塞爾鄉村州負責管轄，面積5.42平方公里，海拔高度403米，2012年人口1,352，七成人口信奉羅馬天主教，人口密度每平方公里249人。

## 外部連結
- Official website （页面存档备份，存于） （德文）